# سیارک ۲۶۲۹۵
سیارک ۲۶۲۹۵ (به انگلیسی: 26295 Vilardi، نامگذاری:1998SD112)۲۶۲۹۵مین سیارک کشف شده‌است که در ۲۶ سپتامبر ۱۹۹۸ کشف شد.